# Ормізд IV

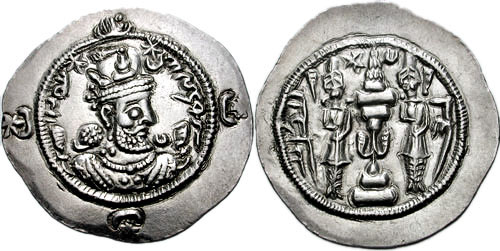
Монета Ормізда IV

Ормізд IV Тюркзаде (Hörmüz, Хормізда) — шахиншах Ірану (Ераншахр) та не-Ірану (ан-Еран) (повний титул правителя держави Сасанідів). Правив у 579-590. Син Хосрова Ануширвана, онук Істемі Кагана.

## Походження
Прізвище Тюркзаде (букв. З тюрків) отримав через те, що наполовину був тюрком, народився від шлюбу Хосрова Ануширвана та дочки тюркського кагана Істемі.

## Політика
Продовжував політику Хосрова Ануширвана по зміцненню шахської влади, вів боротьбу проти знаті, результатом чого стало надмірне ослаблення держави (знать становила основу війська).

## Переворот і вбивство
Незважаючи на те, що Ормізд мав під своїм командуванням 12 полків важкої кавалерії, створеної його батьком, але переслідування знаті та недовіра привели до падіння його авторитету, результатом чого став переворот, влаштований полководцем Бахрамом Чубіном (Варахран Чубінаг), парфянином з давнього парфянского роду Міхрані-е.
Представники знаті внаслідок змови вбили Ормізда. Владу в Ірані захопив Бахрам Чубін і коронувався як шахиншах.

## Повернення Сасанідів на трон
Тільки рік потому візантійське вторгнення, на чолі з Хосровом Первізом, сином Ормізда IV, повернуло трон представнику Сасанідської династії.